# Results May Vary
Results May Vary je album skupiny Limp Bizkit.
Před natáčením Results May Vary kapelu opustil Wes Borland, který se v té době věnoval svým projektům, např. Big Dumb Face. Borlanda nakonec nahradil Mike Smith z kapely Snot, jinak sestava zůstala stejná – Fred Durst za mikrofonem, John Otto za bicíma, Sam Rivers na baskytaru, DJ Lethal za mixážním pultem.
Na Results May Vary pozměnili Limp Bizkit styl, což se mnoho fanouškům nelíbilo, podobně jako hudebním kritikům. Album vyšlo také s bonusy, ve Velké Británii se stopou Let It Go a v japonské verzi s písní The Armpit. Album se taktéž dá zakoupit s bonusovým DVD nazývaným The Po*p (Limp Bizkit: Excerpts From The DVD "Po*p").

## Seznam skladeb
1. Re-Entry 2:37
2. Eat You Alive 3:56
3. Gimme The Mic 3:01
4. Underneath The Gun 5:41
5. Down Another Day 4:06
6. Almost Over 4:38
7. Build A Bridge 3:56
8. Red Light - Green Light 3:54
9. Take It Home 1:41
10. The Only One 4:08
11. Let Me Down 4:16
12. Lonely World 4:33
13. Phenomenon 3:56
14. Creamer (Radio Is Dead) 4:30
15. Head For The Barricade 3:32
16. Behind Blue Eyes 4:29
17. All That Easy 1:32
18. Drown 3:51